# Nimbochromis linni
Espèce
Statut de conservation UICN

 LC  : Préoccupation mineure
Nimbochromis linni est une espèce de poissons d'eau douce de la famille des Cichlidae endémique du lac Malawi en Afrique. 

## Répartition
Ce poisson est endémique du lac Malawi en étant présent dans les trois pays concernés (Malawi, Mozambique et Tanzanie).

## Description
Nimbochromis linni peut mesurer jusqu'à 25 cm de longueur totale.

### Dimorphisme
Adulte cette espèce de Cichlidae est très simplement différentiable. En effet, le mâle est clairement plus grand et plus coloré avec notamment la tête bleu/verte. Il possède également la terminaison des nageoires impaires plus effilées.

## Aquariophilie

### Maintenance
Cette espèce relativement grande à l'âge adulte devra être impérativement maintenu en aquarium d'une contenance suffisamment importante pour une aisance adéquate. Principalement avec une longueur de façade d'au moins 1,50 m. Dans le cas contraire des malformations de croissance peuvent apparaitre.

### Reproduction
Cette espèce est incubatrice buccale maternelle, les femelles gardent les œufs, larves et tout jeunes alevins environ trois semaines, protégés dans leur gueule (sans manger ou en filtrant très légèrement les micro-détritus). Les mâles peuvent se montrer très insistants dès les premières maturités sexuelles des femelles, il est préférable de maintenir cette espèce en groupes de plusieurs individus (au moins en « trio » : un mâle pour deux femelles), de manière à diviser l'agressivité d'un mâle dominant sur plusieurs individus. 

### Croisement, hybridation, sélection
Il est impératif de maintenir cette espèce seule ou en compagnie de poissons originaires du lac Malawi mais n'appartenant pas aux genres Nimbochromis et ce pour éviter tout croisement. Le commerce aquariophile a également vu apparaitre un grand nombre de spécimens provenant d'Asie notamment et aux couleurs variées ou albinos, obtenus par sélection, hybridation ou autres procédés.

## Dénominations
Cette espèce n'a pas de nom normalisé en français. Dans le commerce aquariophile, ce poisson est appelé par l'ancien synonyme de Haplochromis linni.
Au Malawi, en langue Nyanja, ce poisson est appelé Mbuna ou Bele wa blue, et, en langue tonga, Chablue.

## Statut de conservation
L'Union internationale pour la conservation de la nature (UICN) place l'espèce dans la catégorie « Préoccupation mineure » (LC) : « la principale menace pour cette espèce est la surpêche. Une baisse locale des captures de la pêche est enregistrée pour les régions du sud du lac, probablement en raison de la pêche commerciale au chalut, mais la population est répandue dans le reste du lac où la pêche au chalut est absente. Globalement, cette espèce est évaluée Préoccupation mineure ».

## Galerie

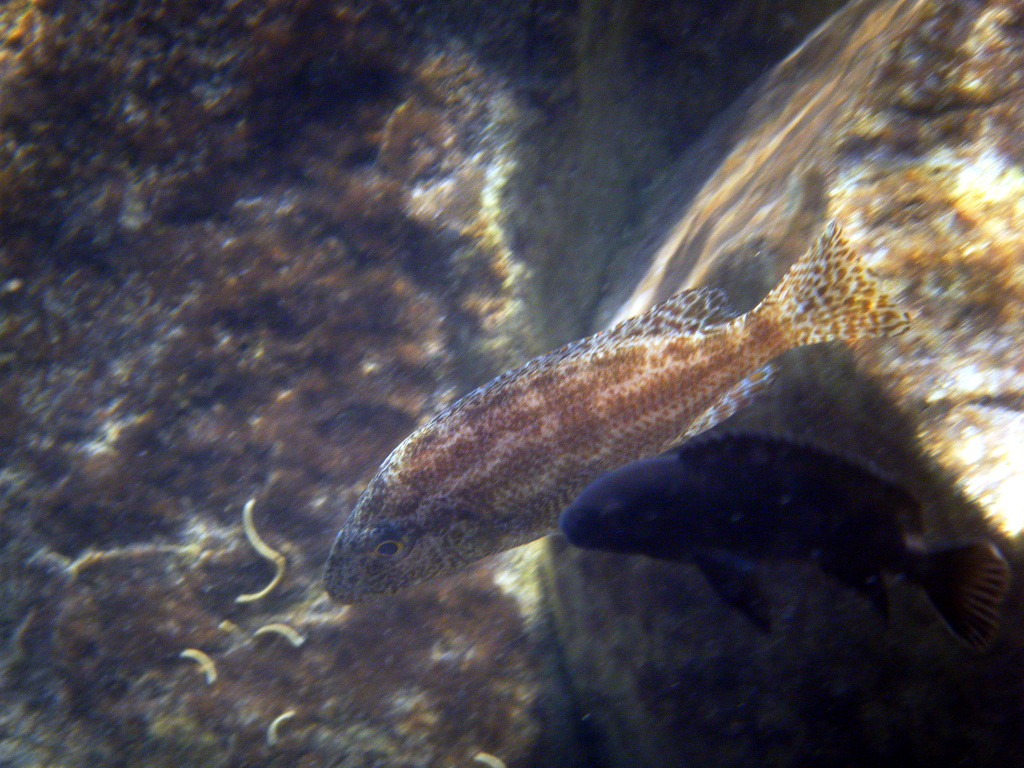
Spécimen sauvage en milieu naturel.

## Systématique
Le nom valide complet (avec auteur) de ce taxon est Nimbochromis linni (Burgess (d) & Axelrod, 1975).
L'espèce a été initialement classée dans le genre Haplochromis sous le protonyme Haplochromis linni Burgess & Axelrod, 1975,.
Nimbochromis linni a pour synonymes :
- Cyrtocara linni (Burgess & Axelrod, 1975)
- Haplochromis linni Burgess & Axelrod, 1975

### Étymologie
Son épithète spécifique, linni, lui a été donnée en l'honneur de DeVon Wayne Linn, chef de la direction des pêches au Malawi, dont l'aide a rendu possible le voyage sur le terrain à l'auteur alors junior.

### Publication originale
- (en) Warren E. Burgess et Herbert R. Axelrod, « Haplochromis linni, a new species of cichlid from Lake Malawi », Tropical Fish Hobbyist, vol. 23, no 5,‎ 7 décembre 1974, p. 36-41 (ISSN 0041-3259, lire en ligne).